# Schwaben Park
Koordinaten: 48° 54′ 8″ N, 9° 39′ 23″ O

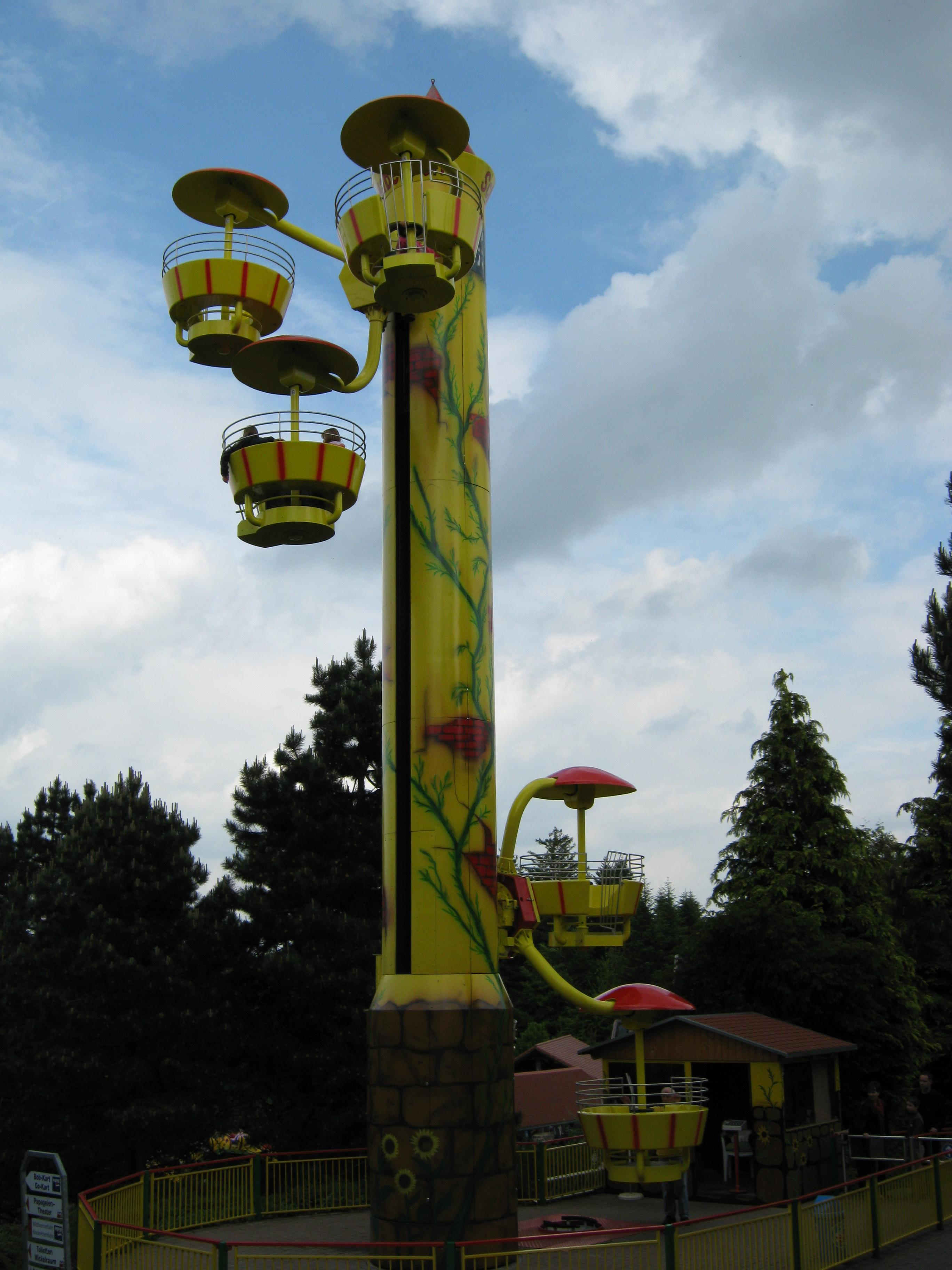
Märchenturm

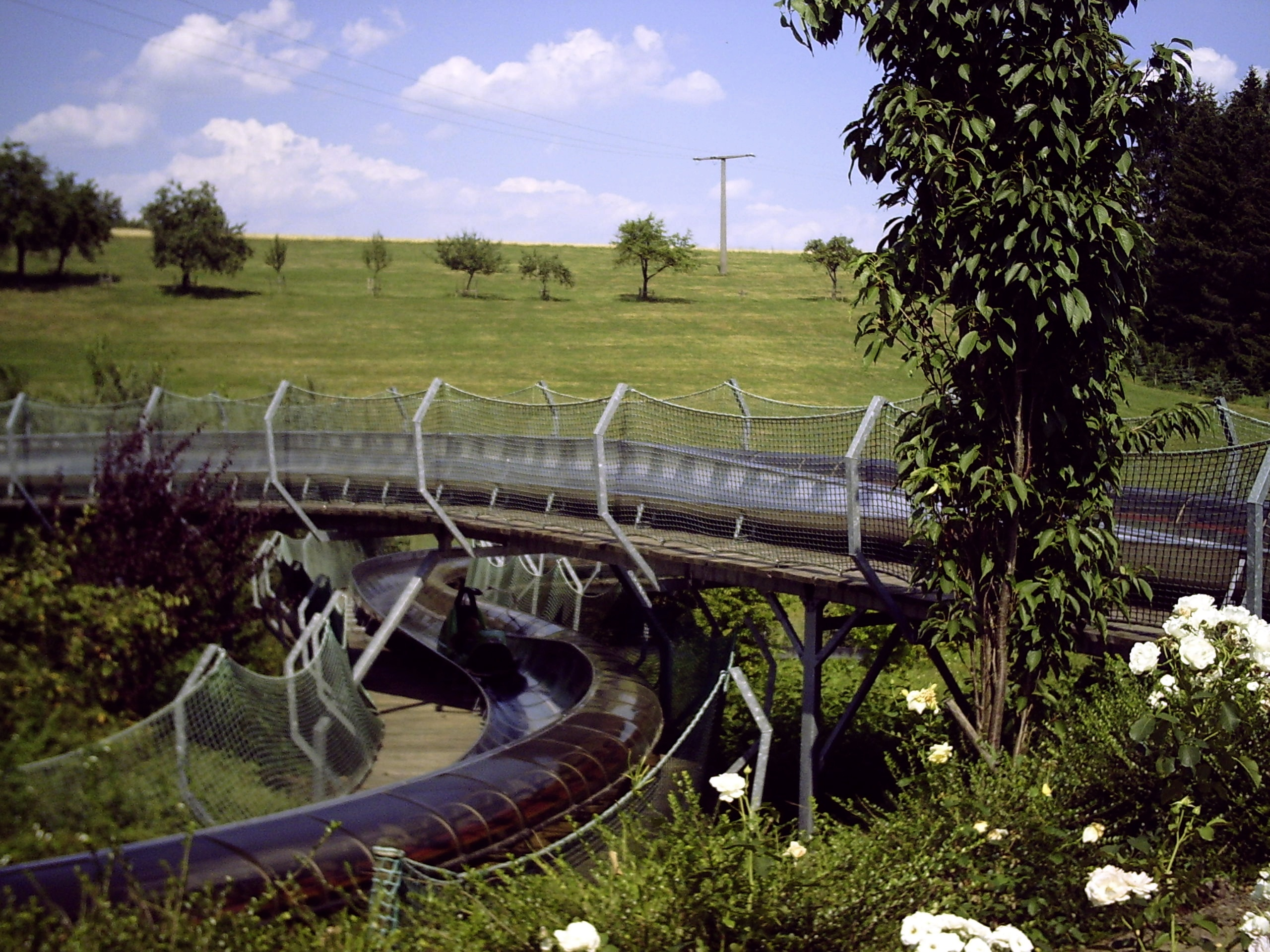
Elektrobob-Bahn

Der Schwaben Park ist ein Freizeitpark nahe Kaisersbach im Welzheimer Wald im Rems-Murr-Kreis, Baden-Württemberg (Deutschland).

## Geschichte
Der Park wurde 1972 von der Familie Hudelmaier unter der Bezeichnung Safari Park als Tierpark gegründet. 1985 entschied man sich, den Park in Schwaben Park umzubenennen. Ursprünglich war geplant, die Besucher mit der Parkeisenbahn durch die Gehege der Löwen und Tiger zu fahren, doch dies wurde nicht genehmigt. Das erste Fahrgeschäft war 1978 ein kleines Riesenrad.
Der Park ist in drei Bereiche gegliedert: Actionbereich, Spaß und Erlebnis sowie Welt der Tiere.
Im Schwabenpark werden einige Tiere gehalten. 2017 waren es 37 Schimpansen, ein Tiger, Papageien, Enten und Goldfische.
1983 kam ein 180-Grad-Kino als neue Attraktion in den Park, welches zuletzt das einzige in Betrieb befindliche dieser Art in Deutschland war; zum Beginn der Saison 2014 wurde es abgebaut und durch ein Rundfahrgeschäft ersetzt. Die ersten Fahrgeschäfte nach dem Riesenrad kamen 1985 hinzu.
Ab 1989 stand die Himalaya-Bahn im Park, eine Achterbahn vom Typ Schwarzkopf Wildcat 54m, die allerdings 2016 einem neuen Fahrgeschäft – der Märchenfahrt – weichen musste. Die 1998 gebaute Wildwasserbahn stellt eine der höchsten Investitionen der Parkgeschichte dar und erhielt 2018 eine Renovierung sowie eine komplett neue Thematisierung. Für Kinder gibt es zusätzlich eine kleine Wildwasserbahn (Krokosplash). Zu den neueren Attraktionen zählen die Schiffsschaukel Santa Lore, die mit Onride Sound ausgestattet ist, und eine interaktive Autofahrt (Anno 1950). Im Sommer 2018 wurde zudem mit der Wilden Hilde eine weitere Achterbahn eröffnet.
Die seit 18. Mai 2010 in Betrieb genommene Familienachterbahn Force One vom Typ „Elevated Seating Coaster“ von Zierer erreicht eine Höchstgeschwindigkeit von 65 km/h. Das rund 3 Millionen teure Fahrgeschäft wurde mit 170 000 € vom Land Baden-Württemberg bezuschusst.
Die Parkbesucher kommen nach Angabe der Geschäftsleitung aus bis zu 100 km Entfernung, wobei Familien mit Kindern unter 12 Jahren die Mehrheit bilden. Mit dem Angebot sollen dennoch alle Altersklassen angesprochen werden, daher das Parkmotto Schwaben Park – Der Park für die ganze Familie. Maskottchen ist ein Zeichentrick-Schimpanse namens Schimpi, der ein weißes T-Shirt und eine rote Latzhose trägt.
2020 begannen die Arbeiten an Hummel Brummel, einer 500 Meter langen Achterbahn vom Wie-Flyer-Typ, die für Zweiergondeln mit einer Geschwindigkeit von bis zu 30 km/h ausgelegt ist. Mit dem Bau wurde der hessische Hersteller Wiegand beauftragt, der zuvor bereits die Bobkart-Bahn im Park realisiert hatte. Hummel Brummel ist die größte Einzelinvestition seit Gründung des Parks.

## Geographie
Der Schwaben Park befindet sich im Welzheimer Wald, der sich rund um Welzheim ausbreitet, direkt südlich von Gmeinweiler, einem kleinen südlichen Gemeindeteil von Kaisersbach.

## Attraktionen

### Die Schimpansen
Die seit 1976 aufgeführte Schimpansenshow des Schwabenparks wurde 2017 dauerhaft eingestellt. Die Schimpansen leben auf einer ca. 1300 m² großen Fläche im Park. Ein Großteil dieser Schimpansen stammt aus ehemaliger Privat- oder Zirkushaltung und fand im Schwaben Park ein neues Zuhause. Eine Nachzucht der Schimpansen wird jedoch nicht praktiziert, da der Park seit längerem den Tierbestand reduziert, nachdem es in der Vergangenheit zu kontroversen Diskussionen und Kritik (unter anderem von Peta und Animal Equality) an der Show und der Tierhaltung an sich gekommen war.

### Achterbahnen

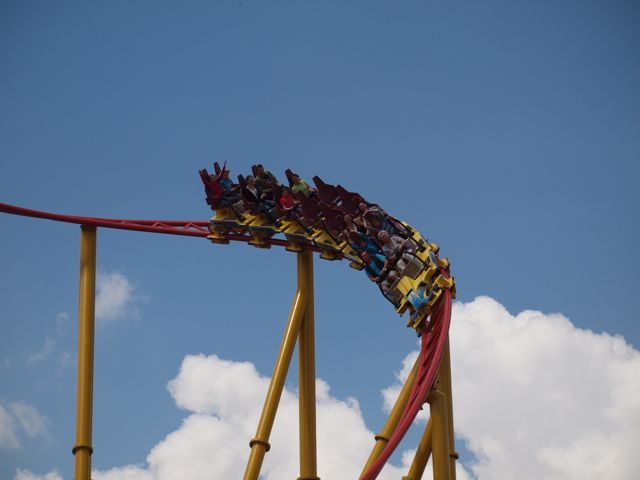
Force One im Schwaben Park

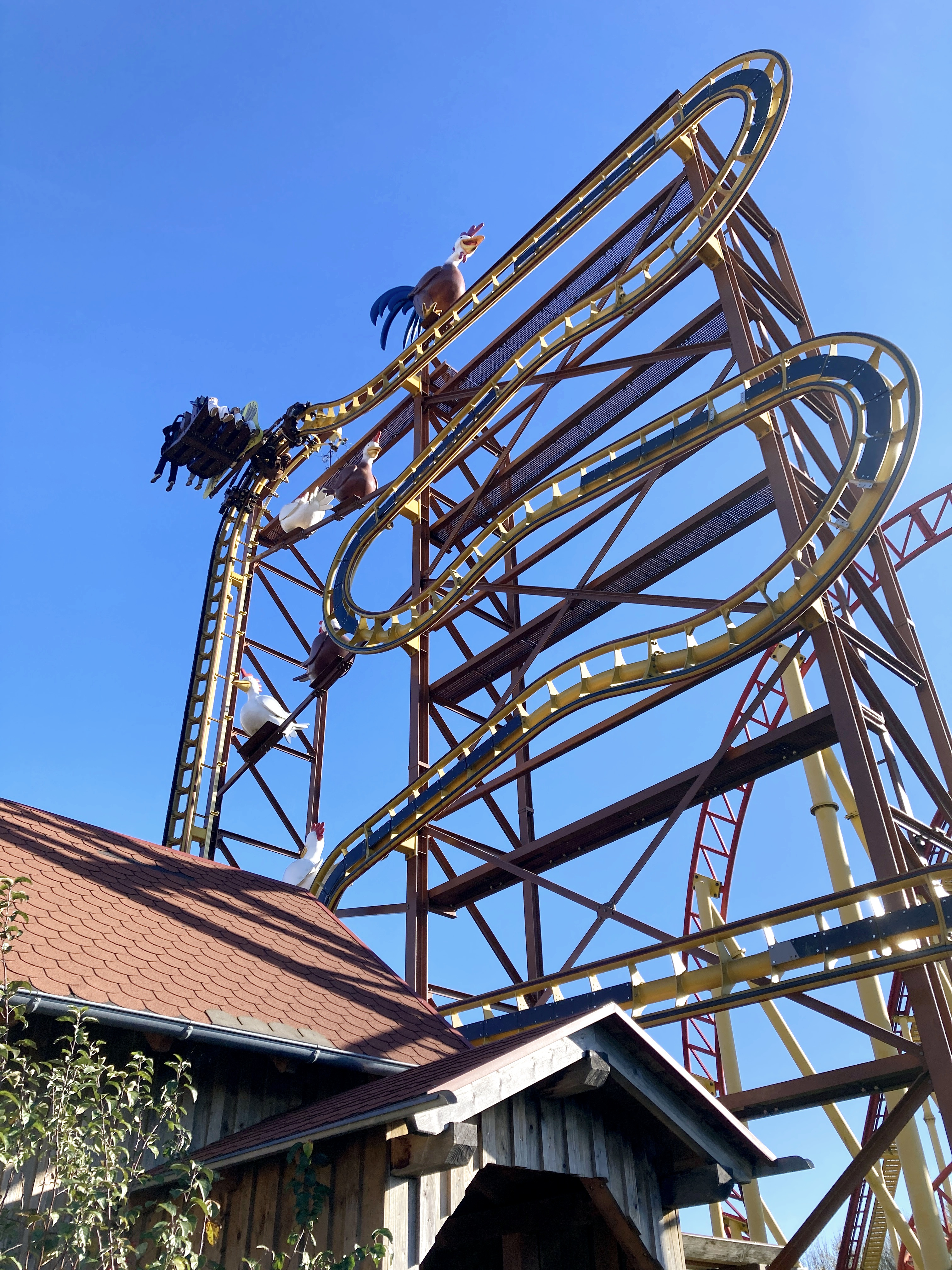
Wilde Hilde

| Name           | Typ         | Hersteller   | Höchstgeschwindigkeit | Max. Höhe | Eröffnet |
| -------------- | ----------- | ------------ | --------------------- | --------- | -------- |
| Force One      | ESC 535     | Zierer Rides | 65 km/h               | 22 m      | 2010     |
| Raupen Express | Force Zero  | Zierer Rides | 24 km/h               | 4 m       | 2003     |
| Wilde Hilde    | Roller Ball | Res          | nicht bekannt         | 25 m      | 2018     |
| Hummel Brummel | Wie-Fly     | Wiegand      | 40 km/h               | 16 m      | 2020     |

### Fahrgeschäfte (Auswahl)
- Autoscooter
- Elektrobob-Bahn
- Papageien-Bahn
- Freifallturm für Kinder
- Wave Runner
- Bumper Boats
- Pferdereitbahn
- Bayernexpress
- Riesenrad
- Oldtimer-Bahn
- Flying Wheel
- Segel Törn
- Schwarzlicht-Minigolf
- Wildwasserbahn
- Kinder-Wildwasserbahn
- Santa Lore
- Rundbootfahrt
- Azura

### Übernachtung
Ab 2017 wurden am Park eigene Übernachtungsmöglichkeiten in Form von Blockhütten geschaffen.

### Ehemalige Fahrgeschäfte und Einrichtungen
- Nautic-Jet
- Seilbahn
- 180-Grad-Kino
- Himalaya-Bahn (Hersteller: Schwarzkopf)[22]

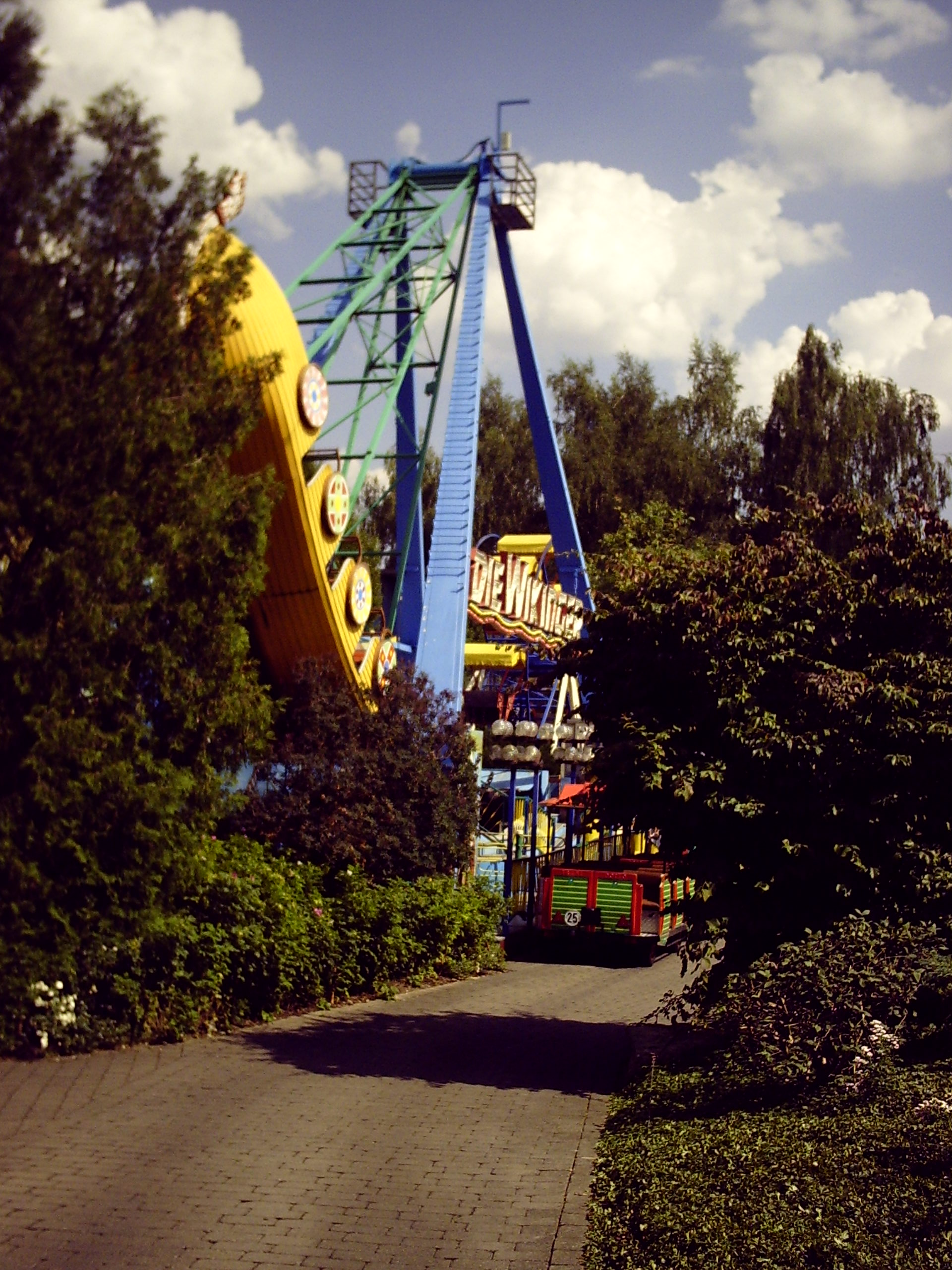
Wikingerschiff und Parkzug

- Wikinger-Schiff
- Bob/Kartbahn
- Parkzug